# Garra regressus
Garra regressus är en fiskart som beskrevs av Getahun och Melanie L. J. Stiassny 2007. Garra regressus ingår i släktet Garra och familjen karpfiskar. IUCN kategoriserar arten globalt som sårbar. Inga underarter finns listade i Catalogue of Life.